# Plumularia annuligera
Plumularia annuligera is een hydroïdpoliep uit de familie Plumulariidae. De poliep komt uit het geslacht Plumularia. Plumularia annuligera werd in 1885 voor het eerst wetenschappelijk beschreven door Quelch. 